# Иванов, Владимир Сергеевич (конькобежец)
Влади́мир Серге́евич Ивано́в (род. 28 апреля 1949 года) — советский и российский конькобежец, мастер спорта СССР международного класса, 5-кратный рекордсмен СССР, участник XII зимних Олимпийских игр. Чемпион СССР (1972, 1973 — классическое многоборье, 1972—1500 м, 5000 м, 10000 м, 1973 — 10000 м), серебряный (1973—1500 м, 1974 — 5000 м, 1978 — 5000 м) и бронзовый (1971, 1973, 1975 — 5000 м, 1974, 1976—1980 — 10000 м) призёр чемпионатов СССР. Выступал за «Ижпланета», ЦСКА, ДСО «Труд» (Ижевск), ДСО «Зенит» (Ижевск).

## Биография
Владимир Иванов родился в Ижевске в спортивной семье, где было пятеро детей. Его отец Сергей Яковлевич, чтобы дети не болтались на улице, отправил их в спортивные секции. Все, кроме младшей сестры Людмилы — легкоатлетки, стали конькобежцами и добились неплохих результатов. Юный Володя впервые пришёл на занятие в секцию по конькобежному спорту в возрасте 11 лет, в 1960 году. Занимался в начале 60-х в группе у тренера Людмилы Николаевны Гордеевой, а потом с ним стал заниматься старший тренер Александр Савельевич Митюков.
Уже через три года ему не было равных среди перспективных ребят. Тренировки проходили на старом стадионе «Зенит» с деревянными зрительскими трибунами на 35 тысяч человек. До шестого класса ученик 28-й школы учился на одни пятёрки. Школа была со спортивным уклоном, он умел бегать, прыгать, играл в волейбол, баскетбол, даже в лыжном спорте участвовал.
Но чем серьёзнее становилось его увлечение спортом, тем меньше сил и времени оставалось на учёбу. В 9-м классе он уже выступал на первенствах России среди школьников. Школу мастерства Володя прошёл уже у мастера спорта, заслуженного тренера РСФСР Анатолия Кайдалова, в прошлом известного конькобежца, выступая за спортивный клуб «Ижпланета».
После школы Иванов с товарищами решил поступать в механический институт, но его удалили с вступительных экзаменов в институт за нарушения. С помощью отца устроился и проработал 2 года в экспериментальном цехе Ижмаша № 79. На чемпионате СССР в 1967 году в городе Алма-Аты в сумме многоборья впервые в жизни он выполнил норматив мастера спорта.
В 1968 году ушёл служить в армию. Был призван в учебную часть механиком-водителем средних танков и учился ездить на танке Т-34. Последние полтора года служил в ЦСКА в группе старших офицеров, которые тогда уже выступали за сборную страны на чемпионатах Европы и мира. Его команда Уральского округа стала чемпионом Вооруженных Сил страны.
Летом 1970 года вернулся домой, в Ижевск, на родной завод и продолжил работать слесарем, а в марте 1971 года уже выступал на чемпионате СССР в классическом многоборье, где выиграл «бронзу» в забеге на 5000 метров и стал пятым в абсолютном зачёте. В декабре того года в Кирове удмуртский скороход стал лучшим в соревнованиях на приз газеты «Советская Россия», чья техника бега поразила многих участников.
В январе 1972 года Владимир стал третьим на кубке СССР в Алма-Ате и отобрался в сборную страны. Будучи членом сборной СССР, не прошёл отбор на Олимпиаду в Саппоро из-за предыдущей работы на секретном производстве Ижмаша. Вместо Олимпиады Иванов в тот год отправился на дебютный чемпионат мира в Осло, где занял в общем зачёте 11 место и установил пять личных рекордов на 4-х дистанциях вместе с многоборьем. В марте выиграл звание абсолютного чемпиона страны, одержав победы на трёх дистанциях и следом в соревнованиях на приз имени Я. Мельникова он также стал лучшим на трёх дистанциях и в сумме многоборья.
В сезоне 1972/73 годов стал выступать за общество «Зенит». В 1973 году Иванов во второй раз выиграл первенство страны в классическом многоборье. После трёх дистанции он шёл на третьем месте, уступая лидеру Александру Цыганкову 17 секунд перед «десяткой». Он выиграл 10 000 метров, опередив Цыганкова на три секунды и на всех дистанциях намного превысил личные рекорды, а также установил в Медео новый рекорд Советского Союза по сумме многоборья — 172.822. Ещё через две недели на чемпионате Европы поднялся на 9-е место. Уже 6 февраля выиграл первенство РСФСР в абсолютном зачёте, одержав победу в беге на 5000 метров и дважды поднявшись на 2-е места на 500 и 10 000 метров. В 20-х числах февраля Владимир участвовал на чемпионате мира в Девентере, где выиграл малую «бронзу» в забеге на 5000 метров и стал лучшим из советских спортсменов, заняв пятое место в многоборье. В марте на чемпионате СССР на отдельных дистанциях стал бронзовым призёром на 10 000 метров.
В январе 1974 года ижевский спортсмен не попал на подиум чемпионата СССР в многоборье, заняв 4-е место, но выиграл «серебро» и бронзу" на дистанциях 5000 и 10 000 метров. В феврале на чемпионате мира в Инцелле стал третьим в забеге на 10 000 метров и в сумме многоборья финишировал на 7-м месте. В конце месяца Иванов блестяще выступил на 5-й зимней Спартакиаде народов РСФСР, где одержал победы в забегах на 1500, 5000 и 10 000 метров. В марте на чемпионате СССР на отдельных дистанциях стал серебряным призёром на 10 000 метров и бронзовым на 5000 метров.
Самым успешным стал 1975 год, где Иванов стал серебряным призёром в абсолютном зачёте на чемпионате мира в Осло. Он выиграл забег 10 000 метров и стал вторым на 5000 метров. За полмесяца до этого занял 5-е место на чемпионате Европы в Херенвене. В конце февраля на VIII Спартакиаде профсоюзов СССР одержал победу на дистанции 5000 метров. В конце сезона на чемпионате СССР финишировал третьим в забеге на 10 000 метров и в сумме многоборья поднялся на 5-е место.
В феврале 1976 года на зимних Олимпийских играх в Инсбруке занял 7-е место в забеге на 5000 метров и 15-е на 10 000 метров. После такого провала почти всех спортсменов выгнали из сборной. Перетренировались. В том же месяце на чемпионате мира в Херенвене стал только 13-м в многоборье, а в марте на чемпионате СССР оказался на 4-м месте в общем зачёте. Итог года плачевный — Иванов вчистую проиграл все главные старты года.
В сезоне 1976/77 начал тренироваться самостоятельно и снова пришёл в команду Всесоюзного центрального совета профсоюзов (ВЦСПС), за которую выступал после армии. И уже на следующий год после Инсбрука установил два мировых рекорда!. В январе 1977 года на первенстве СССР был третьим на своей коронной дистанции 10 000 метров, но по сумме 4-х дистанции занял 7-е место. А следом на чемпионате Урала в Свердловске Иванов выиграл 5000 метров со временем, превышающим рекорд СССР — 7:20,2 сек и занял 2-е место в сумме многоборья. Через две недели на чемпионате РСФСР он одержал победы в забегах на 5000 и 10 000 метров и занял 2-е место в многоборье.
В 1978 году на чемпионате страны по многоборью выиграл серебряную и бронзовую медали соответственно в забегах на 5000 и 10 000 метров, а на VI зимней Спартакиаде народов РСФСР показал лучшее время в забеге на 5000 метров и стал третьим на 10 000 метров. В 1979 и 1980 годах ещё дважды брал «бронзу» на первенствах СССР в беге на 10 000 метров. В 1980 году 31-летний спортсмен не прошёл отбор на зимнюю Олимпиаду и ушёл из большого спорта.
После завершения спортивной карьеры перешёл на тренерско-преподавательскую работу. Дружба Владимира Иванова с инвалидами по зрению началась ещё в 1983 году, когда его пригласили на встречу в Общество слепых. С 1986 года руководил детской спортивной школой «Ижпланета». В настоящее время является тренером спортсменов с ограниченными возможностями среди инвалидов по зрению.

## Личная жизнь и семья
Владимир Сергеевич женат. Его жена медик по образованию. Старшая дочь Ивановых работает в Министерстве лесного хозяйства Удмуртии, младшая — на механическом заводе. У неё трое детей. Старший внук Егорка (2000 год рождения) в 2013 году надел коньки. Его отец Сергей Яковлевич, был начальником одного из цехов «Ижмаша», в прошлом токарь, слесарь, мастер, с юных лет занимался в далекой удмуртской деревне спортом — сначала лыжами, а потом и мотогонками и конструированием спортивных мотоциклов. Старшая сестра Фаина, ранее работала инженером-плановиком на Ижмаше — перворазрядница по конькам. Она-то и привела в секцию братишку Вову, средний брат Михаил — кандидат в мастера спорта, несколько лет работал расточником на «папином» заводе, а позже был выпускником Удмуртского государственного университета. Александр — мастер спорта, занимался тренерской работой. Младшая сестра Людмила — легкоатлетка и конструктор спортивных мотоциклов, выполнила второй разряд в барьерном беге, метании копья, прыжках в длину. Ну, а мама Мария Ивановна, с юности покорила лыжи, им она посвящала все свободные зимние дни.

## Достижения
- Бронзовая медаль Чемпионатов мира в беге на 5000 м (1973) и на 10 000 м (1974).
- Золотая медаль Чемпионата мира в беге на 10 000 м, серебряный призёр в беге на 5000 м и в многоборье (1975).
- Чемпион СССР в беге на 1500, 5000, 10 000 м, многоборье (1973).
- Пятикратный рекордсмен СССР: 3 раза в многоборье и 2 раза в беге на 3000 м[1].